# Echeveria calderoniae
Echeveria calderoniae là một loài thực vật có hoa trong họ Crassulaceae. Loài này được Pérez-Calix miêu tả khoa học đầu tiên năm 1997.